# Villa Eugen

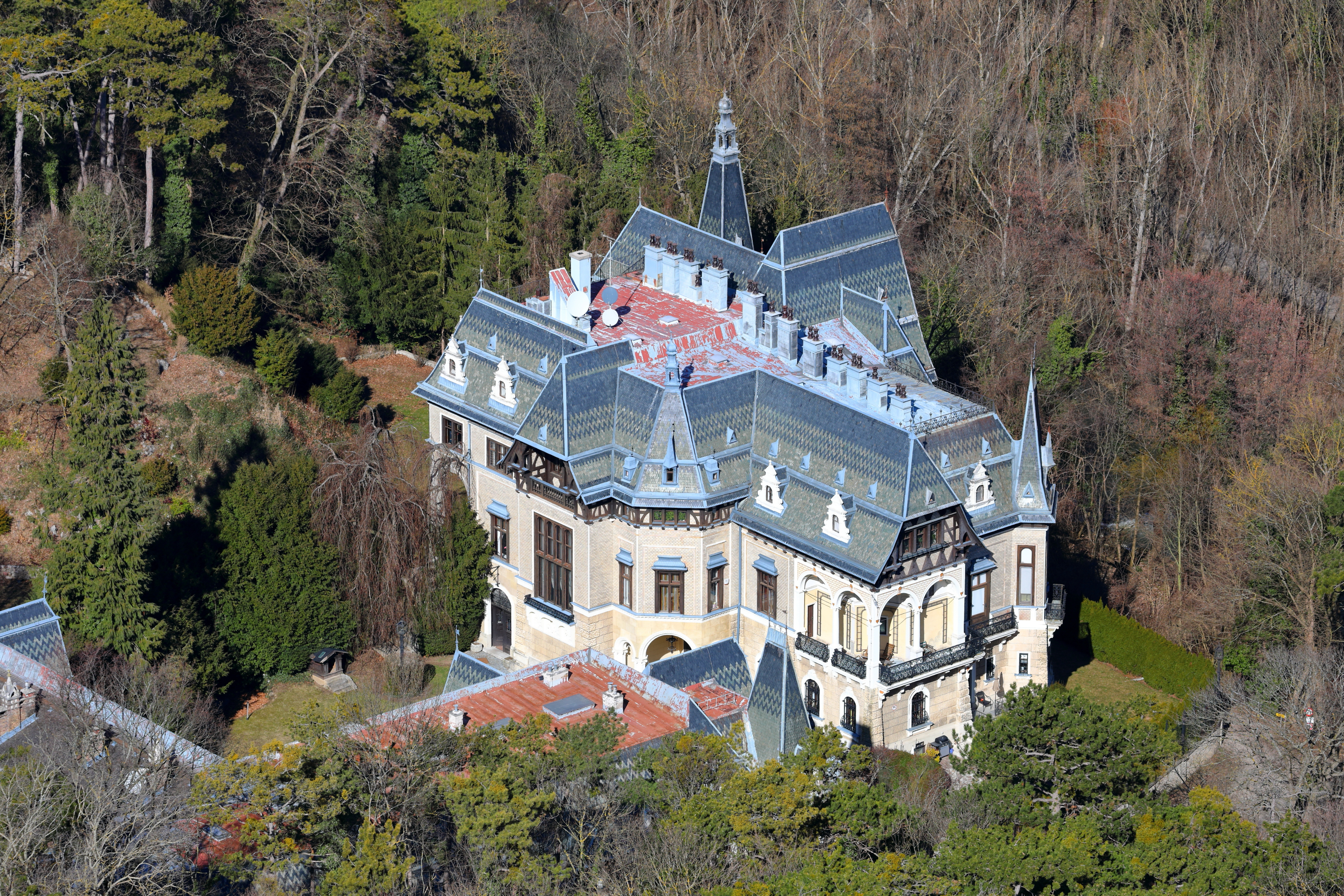
Villa Eugen

Die Villa Eugen ist eine Villa in der Weilburgstraße 103–105 in Baden bei Wien. Sie wurde im Auftrag von Erzherzog Wilhelm von Franz von Neumann geplant und 1883–1886 gebaut. Ihren Namen verdankt sie Erzherzog Eugen, der die Villa 1894 erbte. Das Bauwerk steht unter Denkmalschutz (Listeneintrag).

## Geschichte

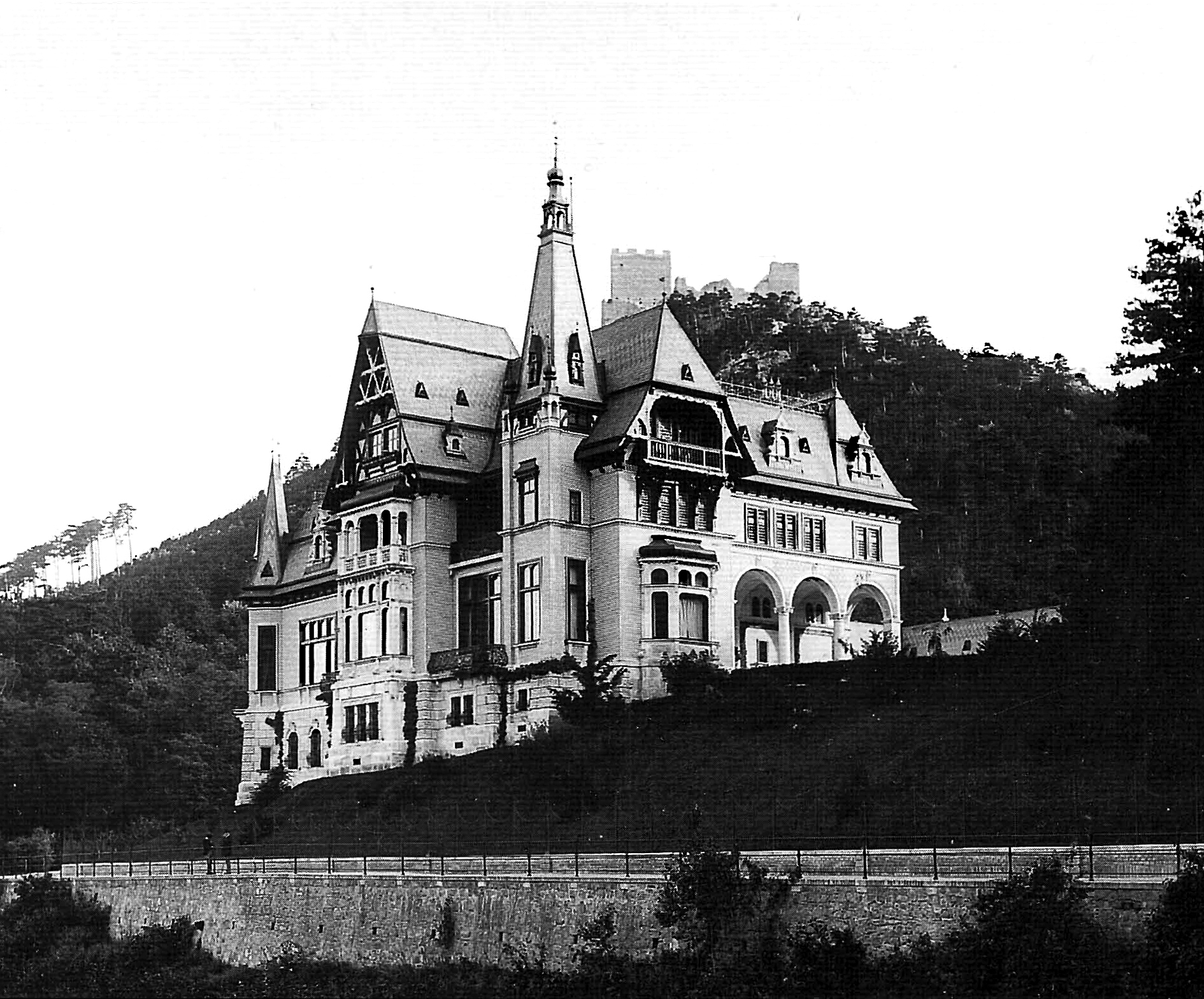
Villa Eugen 1891

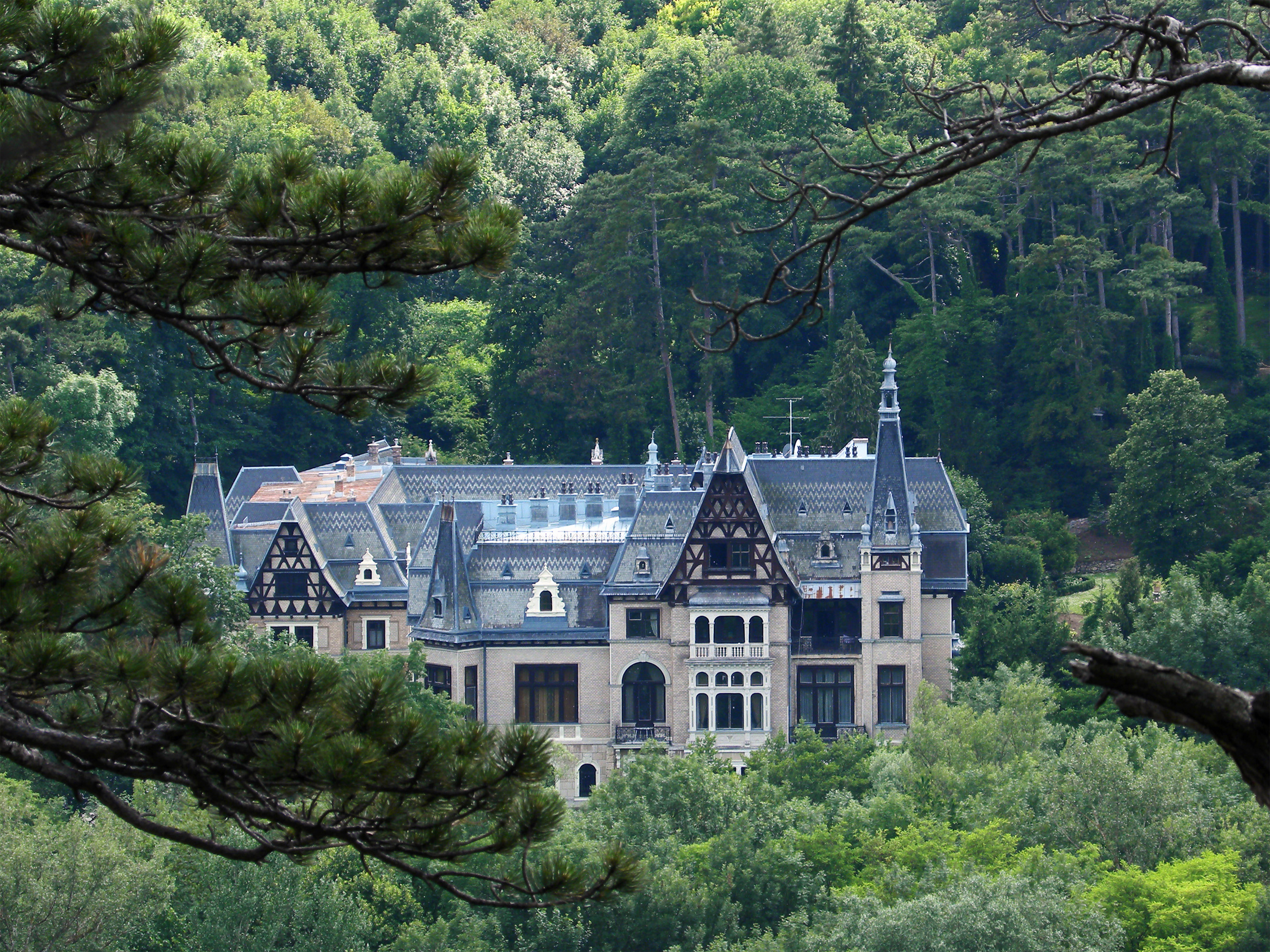

Erzherzog Wilhelm (1827–1894) verbrachte seine Jugend auf der unweit gelegenen Weilburg seines Vaters und blieb zeit seines Lebens der Stadt Baden (bzw. der Gemeinde Weikersdorf) verbunden. Zumeist wohnte Wilhelm während der Sommer in der Weilburg, in den 1850er Jahren zog er in das von seinem Bruder, Albrecht (1817–1895), neu erbaute Stöckl. Ab 1882 betrieb Erzherzog Wilhelm sein Vorhaben, in nächster Nähe zur Weilburg (300 m), am Fuße des Kleinen Lindkogels, seine eigene Sommerresidenz zu errichten. 1883–1886 wurde die Villa von Franz von Neumann (1844–1905) als Jagdschloss geplant; unter der Bauführung des Wiener Baumeisters, Architekten und Steinmetz Paul Wasserburger (1824–1903) wurde 1886 die Benützungsbewilligung erteilt. 1894 kam die Liegenschaft als Erbe an Erzherzog Eugen (1863–1954), Neffe des Verstorbenen – und bis heute Namensgeber der großen unregelmäßigen Anlage mit zweigeschoßigen Nebengebäuden.
Die Villa Eugen ist seit Juli 2018 zum Verkauf angeboten.

## Architektur
Das zweigeschoßige Hauptgebäude über abfallendem Terrain (teilweise über hochgezogenem Sockel-Kellergeschoß) wird von steilen Schopfwalmdächern bekrönt; es ist charakterisiert durch Risalite und Türme, einer offenen Loggia an der Südost-Ecke, helle Sichtziegelmauerflächen und reiches späthistoristisches Dekor sowie, in den Giebelzonen, durch Fachwerk- und Holzbauelememente. – Stiegenhaus und Foyer des Obergeschoßes tragen Tonnengewölbe mit reichem Netzrippengeflecht (angeputzte Grate), Mulden- und Klostergewölbe sowie großteils stuckverzierte Flachdecken über hoher Kehlung.
Die südlich gelegenen, mit Sichtziegeln ausgeführten, mit 1884 bezeichneten Nebengebäude (Lage) werden von abgesetzten, mit zahlreichen Gaupen besetzten Schopfwalmdächern abgeschlossen. Im Erdgeschoß befinden sich ausgedehnte Stallungen mit weit gespannten Holzkassettendecken sowie Wirtschaftsräume, im Obergeschoß ehemalige Dienstwohnungen. Das gesamte Areal ist durch einen umlaufenden Gitterzaun mit Einfahrtsportal im Osten (prächtiges neobarockes Schmiedeeisenportal mit abschließender Krone über der Initiale „W“ des Erbauers) abgeschlossen.
Nach 1945 verfiel das Anwesen; 1976 wurde es als Wohnhaus revitalisiert. Der großzügige Ausbau des (24 Pferde unterbringenden) Stalltraktes zu einem Veranstaltungszentrum hatte nicht den gewünschten Erfolg.